# 新町口駅
新町口駅（しんまちぐちえき）は、富山県射水市中央町にある万葉線の駅。

## 歴史
- 1955年（昭和30年）10月14日：富山地方鉄道射水線の駅として開設[2]。
- 1966年（昭和41年）4月5日：射水線の分断により、加越能鉄道へ譲渡され、新湊港線の駅となる。
- 2002年（平成14年）4月1日：営業譲渡により、万葉線の駅となる。

## 駅構造
相対式ホーム2面1線を有する。ホームのみの構造で、上屋は設置されていない。かつては駅舎を備え、駅員も配置されていた。

## 駅周辺
付近は新湊の歓楽街であり、飲食店が多数ある。
- 射水市新湊中央文化会館（高周波文化ホール）
- 射水警察署奈古の浦交番
- 国道415号

## 隣の駅
万葉線
■万葉線（新湊港線）
第一イン新湊 クロスベイ前駅 - 新町口駅 - 中新湊駅